# ناحیه گاردن (نیواورلئان)
ناحیه گاردن (به انگلیسی: Garden District) یک منطقهٔ مسکونی در ایالات متحده آمریکا است که در لوئیزیانا واقع شده‌است. ناحیه گاردن ۱٬۱۷۹ نفر جمعیت دارد.